# غياث الدين شاه
غياث الدين شاه أو غياث شاه كان سلطان سلطنة مالوا في القرن الخامس عشر. ابن سلفه محمود شاه الأول، حكم من عام 1469 إلى عام 1500. كان قائدًا عسكريًا قبل توليه الحكم، وكان معروفًا خلال فترة حكمه بتفانيه الديني وحياته الثقافية. في عهده، أُلف كتاب لذائذ ناصر الدين شاه. ثار ابنه المنفي ناصر الدين شاه عليه واستولى على العرش في تشرين الأول 1500. تم العثور على غياث الدين ميتًا بعد أربعة أشهر، ويعتقد أنه ابنه وخليفته أقدم على تسميمه.

## السيرة

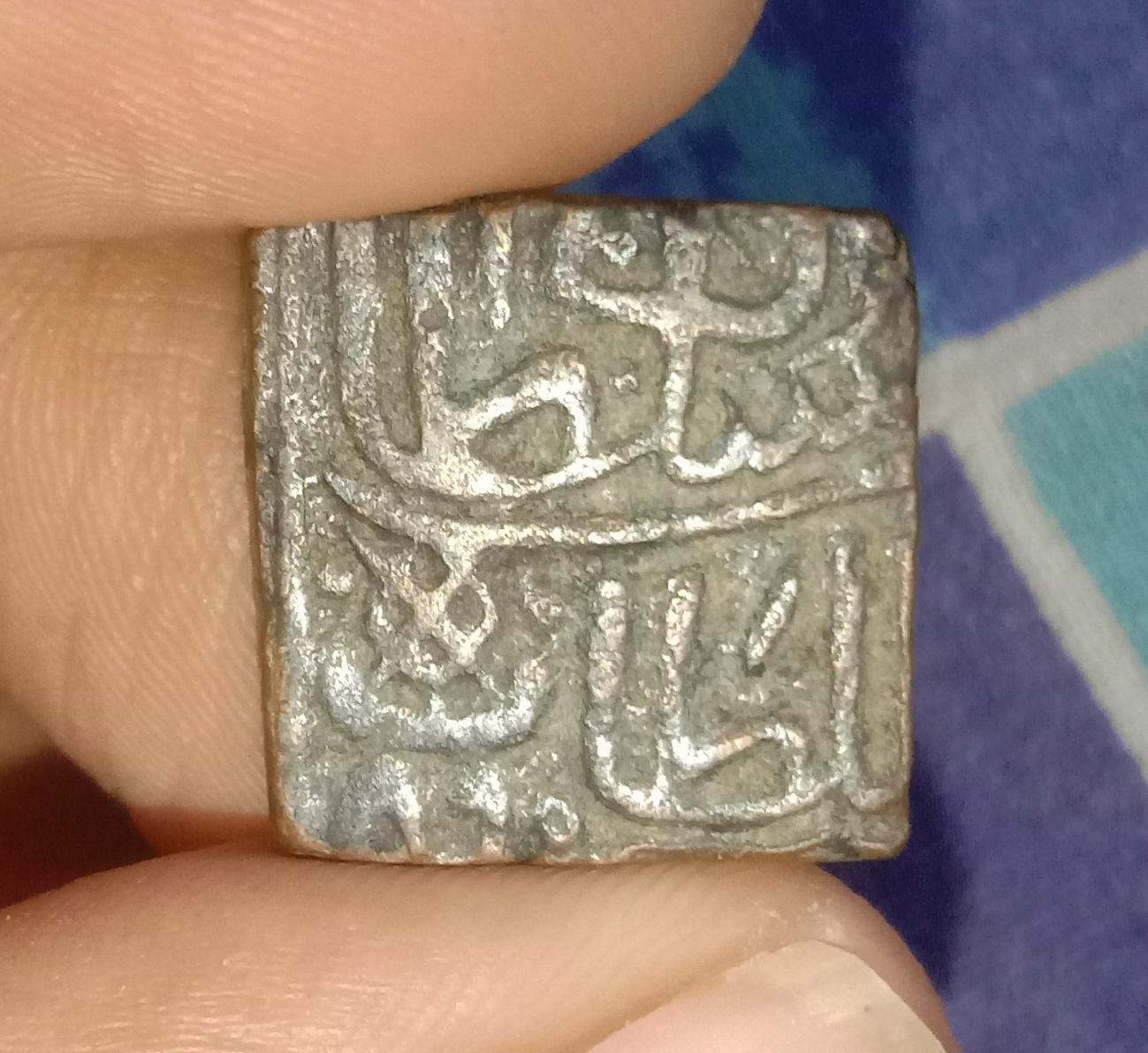
فالوس النحاس من غياث شاه، سلطنة ملوا، ضرب بمعيار 80 راتي.

كان غياث الابن الأكبر لمحمود، وكان يخدم والده كقائد عسكري. أصبح شاهًا عند وفاة والده في عام 1469. وفقًا لفيريشتا، بعد فترة وجيزة من توليه العرش، أقام وليمة كبيرة أعلن فيها أنه بعد أربعة وثلاثين عامًا في الميدان، سيسلم حكمه العسكري لابنه. وكان يُعرف أيضًا باسم غياث الدين شاه وغياث الدين.

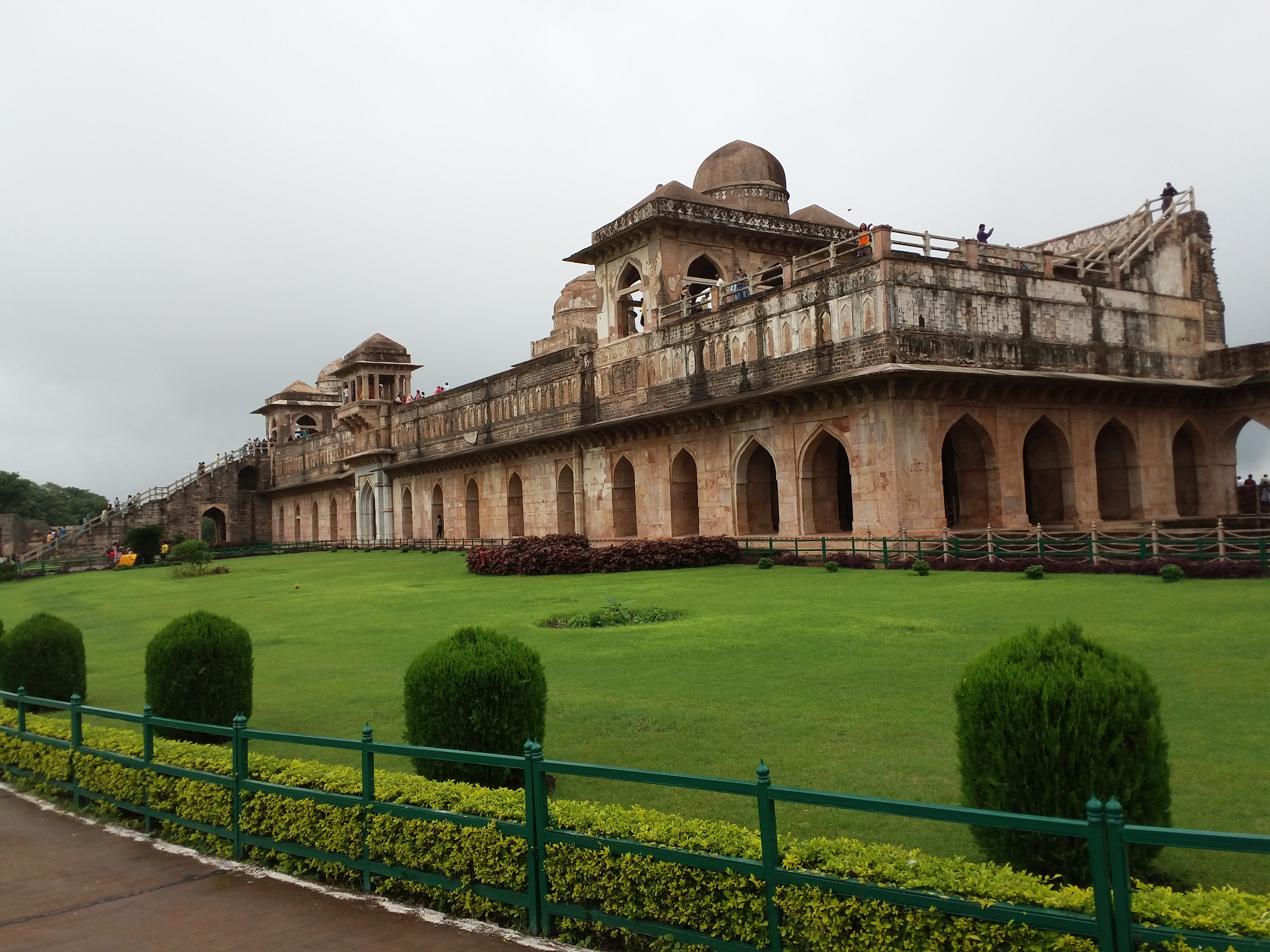
جهاز محل قصر غياث الدين

وبعد ذلك تقاعد غياث الدين إلى حياة بعيدة عن ساحة المعركة، وبنى قصر جهاز محل، وأنشأ محكمة كانت مكانًا للثقافة. كان يُعرف أيضًا بشغفه الغريب بالفن. على سبيل المثال، كتاب "لذائذ ناصر الدين" هو كتاب طبخ أُنتج بين عامي 1495 و1505 للسلطان، وهو غني بالرسوم التوضيحية التي تمزج بين الأسلوبين الفارسي والهندي الإسلاميين. ويحتوي الكتاب على خمسين صورة، تتضمن السلطان والخدم والمناظر الطبيعية والمباني بالإضافة إلى إعداد الطعام.
وكان مُتدينًا للغاية. كان يمتنع عن المشروبات المسكرة والأطعمة المحرمة دينيًّا. وفقًا لفِريشتا، فقد أعطى تعليمات لخدمه بأن يتم إيقاظه دائمًا في ساعة صلاة الفجر وكانوا معروفين بالصلاة معه. كان من أتباع معين الدين الجشتي ويُعتقد أنه أقام صرحًا 23-متر (75 قدم) لبوابة احتفالية عالية تسمى بولاند داروازة في أجمر شريف دارجا تكريمًا للعالِم الجشتي.
وفي أواخر حياته، كان هناك صراع بين ابنه الأكبر ناصر الدين شاه، الذي كان قائدًا للجيش، وابنه الأصغر علاء الدين. طُرد ناصر الدين من العاصمة ماندو في عام 1499، لكنه انتصر في النهاية، وعاد إلى القصر في 22 تشرين الأول 1500. ثم أعدم ناصر الدين أخاه، مع أولاده وبقية أفراد عائلته، وتم تتويجه رسميًا. تم العثور على غياث الدين ميتًا بعد أربعة أشهر، ويُعتقد على نطاق واسع أنه تعرض للتسمم من ابنه وخليفته.

## الموقف تجاه عمل المرأة
ويقال إن هناك 12 ألف امرأة عملَت في بلاط غياث الدين، منهم موسيقيات وراقصات ومصارعات. كان غياث مهتمًا بتعليم الإناث وأنشأ مدرسة في سارانجبور لتعليم نساء بلاطه. تم تعيين معلمين لتعليم الأميرات الملكيات وكان هناك أكثر من سبعين امرأة على دراية جيدة بالقرآن الكريم.

## طالع أيضًا
- قائمة حكام مالوا [الإنجليزية]

| سبقه محمود شاه الأول | سلطان ملوا 1469–1500 | تبعه ناصر شاه |